# Love Hangover
"Love Hangover" is een nummer van de Amerikaanse zangeres Diana Ross uit 1975. 
Het nummer staat op het Motown-album Diana Ross en werd op 16 maart 1976 als derde single van dit album uitgebracht. De single bereikte de eerste plek in de Billboard Hot 100. Dit was haar vierde Amerikaanse nummer 1-hit, waarmee ze op dat moment de meest succesvolle vrouwelijke artiest in de Billboard Hot 100 werd. Ross zou later nog twee nummer 1-hits scoren en het record van meeste nummer 1-hits vasthouden tot Whitney Houston dit record brak in 1988.
In de UK Singles Chart werd de tiende plek gehaald, in de Nederlandse Top 40 plek 23. Voor het nummer kreeg Ross een Grammy-nominatie in de categorie "Best Female R&B Vocal Performance".
Producent Hal Davis zorgde ervoor dat tijdens de opnames een stroboscoop aan stond, zodat Ross bij het inzingen in een "disco-mentaliteit" zou zijn. De achtergrondvocalen bij het nummer zijn geïnspireerd op het nummer "Love to Love You Baby" van Donna Summer.
In 1993 werd het nummer geremixt door Frankie Knuckles voor het verzamelalbum Diana Extended: The Remixes. Een remix door Eric Kupper uit 2020 haalde de nummer 1-positie in de Billboard Dance Club-hitlijst.

## Coverversies
De versie van Ross werd op album uitgebracht in februari 1976. Nog voordat het een maand later op single zou worden uitgebracht, bracht The 5th Dimension al een coverversie uit. De originele versie en de cover kwamen op dezelfde dag de Amerikaanse hitlijst binnen. Waar Ross' versie de eerste plek behaalde, kwam die van The 5th Dimension niet verder dan plek 80.
Het nummer is verder gecoverd door Stanley Turrentine (1976), The Players Association (1977), The Associates (1982) en  Tina Arena (2007), die hun versie op single of album hebben uitgebracht.
Tijdens live-optredens is het gecoverd door een scala aan artiesten variërend van Mariah Carey tot Axl Rose. Het nummer wordt ook veelvuldig gesampled, onder meer in nummers van Black Box, Will Smith, Monica, Janet Jackson, Bone Thugs-N-Harmony en MC Solaar.

## NPO Radio 2 Top 2000
Love Hangover stond alleen in 2000 in de NPO Radio 2 Top 2000, op plek 1617.